# گورستان خردشت
گورستان خردشت در شهرستان رودسر، بخش رحیم آباد، روستای چاکل واقع شده و این اثر در تاریخ ۲۷ بهمن ۱۳۸۲ با شمارهٔ ثبت ۱۰۹۹۶ به‌عنوان یکی از آثار ملی ایران به ثبت رسیده‌است.